# Alcorta
Alcorta è una cittadina argentina situata nel dipartimento di Constitución, nella provincia di Santa Fe.

## Geografia
Alcorta è situata nella regione della Pampa umida, nel sud della provincia di Santa Fe. La località è situata a 95 km a sud di Rosario, a 270 km a sud dal capoluogo provinciale Santa Fe e ad 87 km a sud-ovest del capoluogo di dipartimento Villa Constitución.

## Storia
Nel 1857, una volta eliminate dalla zona le popolazioni native, il governo della provincia di Santa Fe iniziò a dividere i terreni in lotti e a venderli. L'area occupata dall'odierna cittadina fu acquisita dall'avvocato Amancio Alcorta. Tra il 1886 ed il 1889 la terra dell'avvocato Alcorta fu interessata dalla costruzione di una ferrovia che univa Villa Constitución a La Carlota. Nella medesima occasione fu realizzata la stazione di Alcorta. Come attorno a tante altre fermate ferroviarie costruite nel mezzo della Pampa, anche nei pressi di quella di Alcorta sorse rapidamente un piccolo villaggio dotato di servizi basici. Il 27 aprile 1892 gli Alcorta vendettero le loro terre di Santa Fe a J. B. Iturraspe. Questi, il 23 giugno successivo, richiese ufficialmente al governo provinciale di fondare un villaggio attorno alla stazione di Alcorta.
Le terre fertili attirarono migliaia d'immigrati, principalmente italiani e spagnoli, che iniziarono a coltivare le campagne attorno ad Alcorta. Ben presto però emersero le criticità di un sistema economico dominato dai grandi proprietari terrieri che attraverso contratti capestro esercitavano un controllo assoluto sui lavoratori ai quali restavano margini di guadagno minimi o persino nulli. Nel giugno 1912 Alcorta fu il centro di una rivolta contadina, passata alla storia come il grido di Alcorta, durante la quale i mezzadri e i braccianti della zona denunciarono le loro pessime condizioni di vita e di lavoro. Scesi in sciopero, i manifestanti continuarono per tre mesi la loro protesta con l'appoggio dei movimenti sindacali socialisti e anarchici. Nonostante le minacce, la repressione ed i pochi risultati pratici ottenuti nelle trattative con la controparte, gli scioperanti fondarono la Federazione Agraria Argentina e il loro esempio diede il via ad un processo di organizzazione sindacale e politico delle masse contadine in altre parti dell'Argentina.